# Parque Municipal da Gávea
O Parque Municipal da Gávea, está localizado na Avenida dos Vinhedos, na zona sul de Uberlândia, no Triângulo Mineiro, sudeste do Brasil.
- Mais conhecido como Parque Gávea.
- Ele tem 182 mil metros quadrados;
- Orquidário;
- Núcleo de Educação Ambiental;
- Lanchonete;
- Pista pavimentada para caminhada e trilha na terra com 2,7 km de extensão;
- Estação de ginástica;
- Playground;
- Sanitários.

## Localização
- Avenida dos Vinhedos, 555 (sentido Grande São Jorge) - Bairro Morada da Colina, em frente aos Condomínios Gávea Hill I e II.